# Rosario Ortiz
Rosario Ortiz, más conocida como “La Monche”, fue una activista, escritora y periodista chilena, la cual luchó en contra del gobierno de Manuel Montt en el año 1851. 

## Biografía
Nacida el 10 de octubre de 1827, en Concepción, Rosario Ortiz fue hija de un soldado perteneciente a las filas del Ejército de Ramón Freire. Poco es lo que se sabe de su vida personal, más allá de tener alrededor de 20 años de edad cuando se llevaron a cabo los sucesos de la revolución contra la administración de Manuel Montt.
“La Monche” es considerada una de las primeras periodistas no solo en Chile, sino también en América Latina en general. Fue una de las primeras mujeres en escribir en un periódico en Concepción, sus publicaciones siendo de propaganda política en diarios como “El Amigo del Pueblo” y en revistas como “La Revista del Sur”. Este primero fue un punto de referencia para la fundación de la “Sociedad de la Igualdad”, una organización creada por Francisco Bilbao (1823-1865), quien era opositor del gobierno de Manuel Montt. Aquello habría alimentado el ideario liberal de Rosario Ortiz, quien acabó por convertirse en opositora de dicho gobierno y a participar activamente en la revolución.
En 1851, “La Monche” se alistó como vivandera en el ejército del General José María de la Cruz, a quien más adelante le salvaría la vida tras detener el ataque de un soldado hacia el general. Participó en la batalla de Loncomilla, donde consiguió tomar prisionero a Basilio Urrutia, un político y militar chileno que ocupó el puesto de General de la División. Fue tomada prisionera y encerrada en la cárcel de Talca, luego de ser herida en una de sus piernas. Días después fue puesta en libertad, pero se le obligó a marchar durante una hora por la plaza con el fusil sobre el hombro. 
Una vez que regresó a Concepción, Rosario Ortiz continuó haciendo propaganda política contra el gobierno de Montt. En 1859 volvió a involucrarse en el segundo intento de los opositores de Montt, esta vez con el grado de capitana del ejército revolucionario. Hay rumores que afirman que ella fue quien disparó el primer cañonazo en la contienda. “La Monche” también participó en el Combate de Maipón en Chillán.
Con la revolución una vez más derrotada, Rosario Ortiz se refugió en Arauco hasta la presidencia de José Joaquín Pérez, quien en 1862 dictó la ley de amnistía.
No existe registro sobre la fecha de su muerte, pero en el Cementerio de Concepción se levantó una tumba para la memoria de Rosario Ortiz, donde se escribió: "Aquí descansa "La Monche", vivió y murió por la libertad. Un obrero”.

## Centro Cultural por la Memoria "La Monche"
En 2014 se creó en Concepción el Centro Cultural por la Memoria "La Monche" con el objetivo de recuperar el protagonismo de las mujeres en la historia de Chile, especialmente la memoria de las mujeres que lucharon contra la Dictadura Cívico-Militar en Concepción.